# Predazzo
Predazzo is een gemeente in de Italiaanse provincie Trente (regio Trentino-Zuid-Tirol) en telt 4391 inwoners (31-12-2004). De oppervlakte bedraagt 109,9 km², de bevolkingsdichtheid is 40 inwoners per km².
De volgende frazioni maken deel uit van de gemeente: Bellamonte, Mezzavalle, Paneveggio.

## Demografie
Predazzo telt ongeveer 1768 huishoudens. Het aantal inwoners steeg in de periode 1991-2001 met 4,6% volgens cijfers uit de tienjaarlijkse volkstellingen van ISTAT.
| Jaar | Inwoneraantal |
| ---- | ------------- |
| 1991 | 4110          |
| 2001 | 4298          |

## Geografie
De gemeente ligt op ongeveer 1018 m boven zeeniveau.
Predazzo grenst aan de volgende gemeenten: Welschnofen (BZ), Deutschnofen (BZ), Moena, Tesero, Panchià, Ziano di Fiemme, Siror, Canal San Bovo, Tonadico.